# Francesco Maria Imperiale
Il Serenissimo Francesco Maria Imperiale (Sampierdarena, 21 agosto 1653 – Sampierdarena, 4 agosto 1736) fu il 141º doge della Repubblica di Genova e re di Corsica.

## Biografia

Stemma nobiliare degli Imperiale

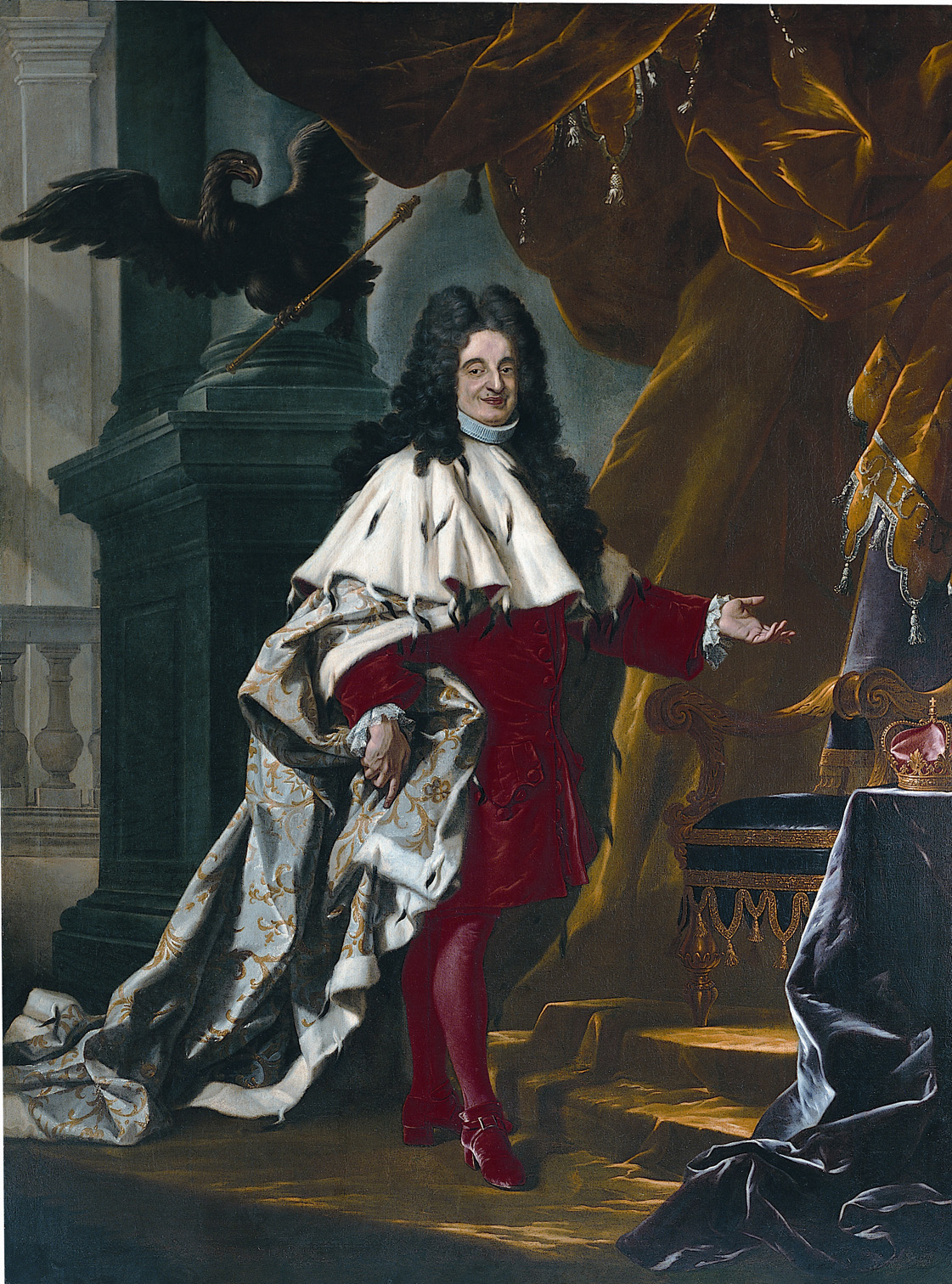
Dipinto del nobile

Figlio di Gian Giacomo Imperiale e di Livia Salvago nacque nella villa nobiliare di famiglia a Sampierdarena il 21 agosto del 1653. Studioso delle materie filosofiche, teologiche e poetiche, Francesco Maria Imperiale venne ascritto nel Libro d'oro della nobiltà genovese l'8 giugno 1676.
Principalmente legò il suo servizio pubblico per la Repubblica di Genova nel magistrato di Corsica e, successivamente, come preside della Giunta di Giurisdizione, l'organo che regolava i rapporti tra lo stato e la Chiesa. Incaricato dal doge di risolvere una questione diplomatica con il vescovo della diocesi di Acqui, facente parte del Ducato di Savoia ma con giurisdizione pure in diverse parrocchie del Genovesato, l'Imperiale da magistrato della Giustizia riordinò con successo gli archivi dei vari tribunali dello stato genovese.
Senatore della Repubblica nel 1697 e membro del Maggior Consiglio dal 1709 al 1711, Francesco Maria Imperiale venne eletto doge di Genova il 22 settembre 1711: il novantaseiesimo in successione biennale e il centoquarantunesimo nella storia repubblicana. In qualità di doge fu investito anche della correlata carica biennale di re di Corsica.
Durante il suo dogato è ricordata la visita a Genova della consorte di Carlo VI d'Asburgo, l'imperatrice Elisabetta Cristina di Brunswick-Wolfenbüttel, che venne ospitata nella dimora di famiglia a Sampierdarena. Per la nomina dogale dovette rinunciare ai possedimenti feudali dello "Stato di Sant'Angelo" - comprensivo di Sant'Angelo dei Lombardi, Nusco, le terre di Lioni, Andretta e Carbonara (oggi Aquilonia) e acquistati dal padre Gian Vincenzo Imperiale nel 1631 - che furono amministrati da suo fratello Enrico a favore del figlio Giulio.
Terminò il mandato il 22 settembre del 1713. Probabilmente ancora adempì ad altri incarichi pubblici fino alla morte sopraggiunta nella villa Imperiale Scassi di Sampierdarena il 4 agosto 1736. Venne sepolto nella basilica di San Siro.
Nel 1678 sposò Silvia Centurione Oltremarini.